# (19447) Jessicapearl
(19447) Jessicapearl (1998 FD114) – planetoida z pasa głównego asteroid okrążająca Słońce w ciągu 3,47 lat w średniej odległości 2,29 j.a. Odkryta 31 marca 1998 roku.